# Serie Schaum
La serie Schaum es una colección de textos complementarios para la escuela secundaria, programas avanzados o cursos de nivel universitario. La serie cubre una amplia variedad de materias académicas, ofreciendo originalmente títulos en matemáticas y las ciencias físicas, pero diversificándose a la ingeniería, informática, química, biología, contabilidad, finanzas, economía, gramática, filosofía y otros campos.

## Antecedentes
La serie fue desarrollada originalmente en 1930 por Daniel Schaum (13 de noviembre de 1913 - 22 de agosto de 2008), hijo de inmigrantes del este de Europa, y ha continuado como una ayuda a los estudiantes hoy en día. Los títulos se revisan continuamente para reflejar las normas educativas actuales en cada campo, incluyendo actualizaciones con nueva información, muestras adicionales, uso de calculadoras, computadoras, etc. Los nuevos títulos se introducen en los campos más emergentes.
A pesar de ser comercializado como un suplemento, la serie Schaum ha sido ampliamente utilizada como texto elementales para diferentes ramas (títulos como Matemáticas discretas y Estadísticas son un ejemplo de ello). Esto es particularmente cierto en el entorno, en que un factor importante en la selección de un texto es el precio.
La serie de Schaum es un elemento básico en secciones educativas de las librerías minoristas, donde libros sobre temas tales como la química y cálculo pueden ser encontrados. Muchos títulos sobre temas avanzados también están disponibles, tales como variables complejas y topología, pero estos por lo general no se encuentran en las tiendas al por menor.
Los títulos de la serie incluyen autores destacados en sus respectivos campos, como Murray R. Spiegel y Seymour Lipschutz. Originalmente, la serie se ha diseñado para los estudiantes de nivel universitario como un complemento a un libro de texto. Como complemento, cada título tiene típicamente explicaciones introductorias de los temas, además de muchos ejemplos prácticos y otros ejercicios para el alumno.

## Diferencias con otros suplementos
La colección Schaum es parte del nicho de los suplementos educativos. Se les ve con frecuencia junto a la serie del Barron Easy Way y la propia serie Demystified de McGraw-Hill. Schaum tiene una gama mucho más amplia de títulos que cualquier otra serie, incluso para algunos cursos a nivel de posgrado, pero estos por lo general no se encuentran en las tiendas.